# Aristeus mabahissae
Aristeus mabahissae är en kräftdjursart som beskrevs av Ramadan 1938. Aristeus mabahissae ingår i släktet Aristeus och familjen Aristeidae. Inga underarter finns listade i Catalogue of Life.